# Verze

Ukázka možné historie verzí.

Verze vyjadřuje stadium vývoje určitého produktu, např. počítačového softwaru. K vyjádření lze užít číslic, znaků abecedy, zkratek, slov, kombinací uvedeného atp., které se obvykle přidávají za název produktu. Verzována mohou být i počítačová data, zejména tehdy, jestliže je nutné vést přesnou evidenci dat v delším časovém období (např. data z ceníků, číselníků a dalších parametrických souborů informačního systému).
Běžným způsobem je označovat verze desetinným třídníkem čili řadou číslic oddělených tečkou (viz obrázek vpravo). První je tzv. major verze (hlavní verze), za tečkou následuje minor verze (vedlejší verze) a třetí číslice označuje revizi. Verze se s postupujícím vývojem navyšují, obvykle s ohledem na rozsah provedených změn. Podle číslic může kdokoli poznat, která verze je starší a která novější. Zatímco změna nejnižší číslice (koncová číslice) obvykle znamená nevýznamné změny, případně izolované opravy programátorských chyb, znamenají změny číslic od tečky vlevo zásadnější změny (změna API, kompletní přepsání kódu).
Některá stadia vývoje softwaru se mohou označovat dalšími přívlastky, např. alfaverze, betaverze, stable, prerelease (zkratka „pre“), release candidate (zkratka „RC“) aj.
Příbuzným tématem je verzování, což je způsob uchovávání historie a veškerých provedených změn ve zdrojovém kódu programu (obecně v jakémkoli textu), umožňující také kooperativní spolupráci více programátorů na jednom projektu.

## Způsoby označování verze
- desetinným třídníkem, např. MySQL 5.2.0, Miranda IM 0.5.1, Word 6.0.1 (verze pro Macintosh)
- rokem vydání, např. Windows 2000
- římskými číslicemi, např. Mac OS X (verze 10)
- kombinací číslic a písmen, např. Solovjov D-30, Solovjov D-30F6, MiG-25, MiG-31
- jiným názvem, např. Windows Vista
- kombinací se zkratkou, číslem... , např. Windows NT (NT = new technology), Windows XP (XP = experience), Adobe Photoshop CS2 (CS = creative suite)
- připojením data za označení produktu atp.

## Příklady verzování počítačových dat
V praxi se verze dat užívají v různých oborech. Za příklad veřejných dat lze považovat např. číselníky Všeobecné zdravotní pojišťovny, které mnohdy slouží i jako ceníky v českém zdravotnictví.
Číselník hromadně vyráběných léčiv je z VZP distrubuován s názvem LEKY.xxx, kde „xxx“ je číslem vyjádřená verze. Základní verze je vždy bezebytku dělitelná číslem 10, pro každé čtvrtletí platí verze o jednu desítku vyšší. Pro 1. čtvrtletí roku 2009 platí verze 690, pro 2. čtvrtletí mají data verzi 700, v dalším čtvrtletí 710 atd.
Mezilehlé opravné verze jsou vždy pouze o jednotku vyšší, tedy LEKY.691 znamená 1. opravnou verzi k základnímu číselníku LEKY.690 platnému pro 1. čtvrtletí roku 2009.